# Boy Scouts of America
Pour les articles homonymes, voir BSA.
Boy Scouts of America (BSA) est une organisation scoute américaine présente également dans d’autres pays.[réf. nécessaire] Fondée en 1910, elle revendiquait en 2005 2 938 698 jeunes et 1 146 130 responsables, répartis en 122 582 unités.
L’organisation est gérée principalement par des comités bénévoles, mais elle emploie également du personnel aux niveaux administratifs supérieurs ainsi que pour les activités commerciales[Information douteuse].
Les scouts sont reconnus pour leurs accomplissements par un avancement et diverses récompenses spéciales. L'organisation inclut plusieurs branches pour les garçons âgés de sept à dix-sept ans, ainsi que pour les jeunes hommes et les jeunes femmes de quatorze à vingt-et-un ans. La BSA fonctionne localement grâce à des unités dirigées par des responsables bénévoles.
L’organisation fait l’objet de controverses du fait qu’ils excluent de facto les athées et les agnostiques (puisque la croyance en un dieu est implicite dans le mouvement)[réf. nécessaire] ainsi que, jusqu’en 2012-2015, ceux qui étaient ouvertement homosexuels. Mais c’est surtout les milliers d’abus sexuels commis de 1959 à 1985, dont le tiers furent dissimulés par l’organisation et parfois même la police qui firent scandale.

## Histoire
La BSA fut fondée le 8 février 1910 par l'entrepreneur et philanthrope William D. Boyce avec d’autres hommes d’affaires, certaines organisations religieuses et des personnes intéressées par le travail des jeunes, à la suite d’un voyage de Boyce à Londres où il avait découvert le mouvement scout.
La légende veut que Boyce ait été impressionné par un jeune scout qui, après avoir réussi à le guider parfaitement à travers le brouillard londonien, refusa la récompense qu’il lui proposait. C’est à la suite de cet événement qu’il se serait intéressé au scoutisme et qu’il aurait rencontré son fondateur Robert Baden-Powell. Des intérêts commerciaux semblent également avoir joué un rôle décisif dans le choix de Boyce d’importer le mouvement dans son pays.
William Boyce rallia rapidement d’autres hommes d’affaires à sa cause et ces derniers, ayant souvent créé leur propre association de jeunesse, décidèrent de fusionner leurs petites organisations avec la BSA. Parmi ceux-ci se trouvent Ernest Thompson Seton et Daniel Carter Beard (en). Malgré ces fusions, plusieurs autres organisations scoutes virent le jour aux États-Unis, mais ces dernières disparurent par la suite soit par fusions avec la BSA, soit par manque d’intérêt. La croissance rapide est surtout due aux engagements de l’État : déjà lors de la fondation en 1910, le président américain William Howard Taft devient président d’honneur, une tradition qui subsiste encore aujourd’hui.
Le travail de Norman Rockwell, illustrateur du journal de l’organisation depuis 1913, fut presque tout aussi important pour l’image de la BSA dans la société.[réf. souhaitée]
Le premier camp national de la BSA eut lieu en 1937 à Washington et regroupa 27 000 participants. En 1938, Waite Phillips (en) mit à disposition un énorme domaine à Cimarron au Nouveau-Mexique dans les Montagnes Rocheuses, sur lequel naquit le Philmont Scout Ranch, un des terrains de camp et centre de formation les plus importants de la fédération.[réf. nécessaire]
Le 18 février 2020, les Boys Scouts of America, qui comptent 2,2 millions d’adhérents âgés de 5 à 21 ans, annoncent déposer leur bilan, en raison des accusations d’abus sexuels qui ont donné lieu à de nombreux procès. Le passif de l'organisation est estimé entre 100 et 500 millions de dollars.

## Branches

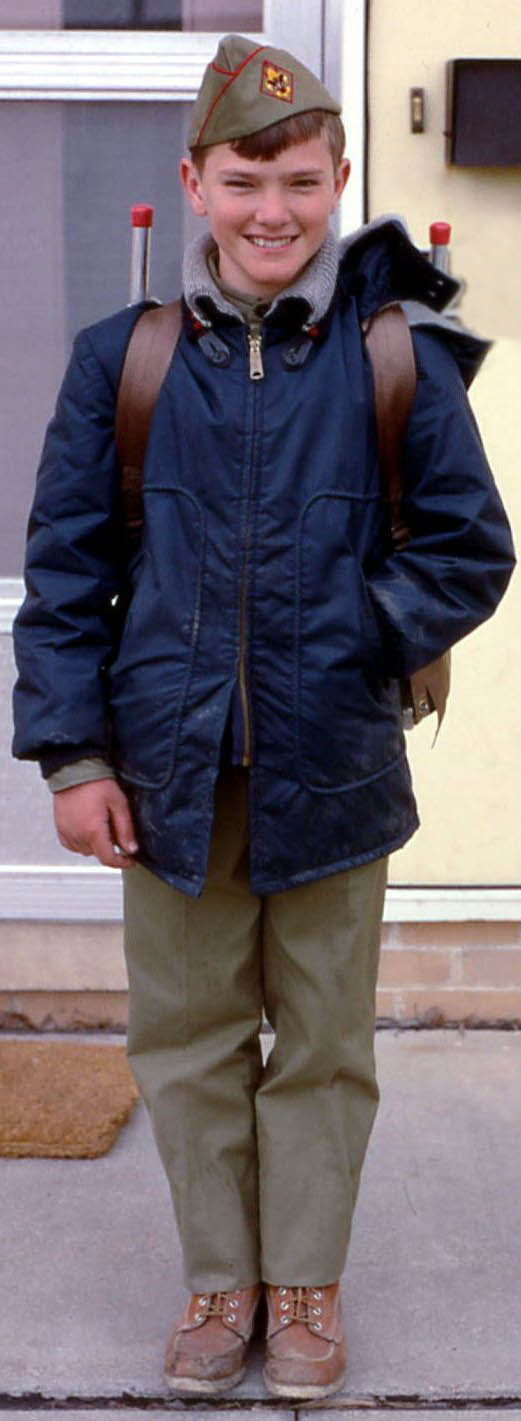
Scout en uniforme (1969).

La BSA a trois principales branches :
- Le Cub Scouting, la plus grande en nombre des trois branches, regroupe les garçons qui ont entre sept et dix ans ainsi que leur famille. Cette branche utilise un système basé sur les activités ludiques et le défi pour atteindre les buts suivants : développement du caractère, relations sociales et forme physique. La branche est redivisée ensuite selon les classes d’âge en tiger cubs, wolf cubs, bear cubs et Webelos (acronyme de « We’ll be loyal Scouts »).
- Les Scouts BSA, la branche la plus importante de l’organisation, regroupe les garçons de dix à dix-sept ans. Cette branche utilise un système basé sur les activités en plein air pour atteindre les buts du scoutisme. La Varsity Scouts en est une branche dérivée pour les jeunes hommes de quatorze à dix-huit ans, qui met l’accent sur les activités sportives, des aventures plus extrêmes et une concurrence entre équipe. La Order of the Arrow (l’ordre de la flèche (en)) est une société scoute nationale pour les campeurs expérimentés qui est consacrée à l’idéal de la bonne action et qui est basée sur des traditions indigènes américaines.[Lesquelles ?]
- Le Venturing est la branche pour les adolescents et les jeunes personnes de quatorze à vingt-et-un ans. Son but est d’offrir des expériences positives pour permettre aux jeunes d’atteindre une certaine maturité et de les préparer à devenir des adultes responsables. Elle est basée sur un rapport unique et dynamique entre les jeunes, les chefs et les différentes organisations de leur communauté. Les Scouts des mers (Sea Scouts) est la section nautique de la branche.

| Branche           | Âge       | Unité    | Sexe              | Remarque                      |
| ----------------- | --------- | -------- | ----------------- | ----------------------------- |
| Cub Scouts        | 7–10 ans  | Pack     | garçons ou filles | Filles acceptées depuis 2018. |
| Scouts BSA        | 11–18 ans | Troupe   | garçons ou filles | Filles acceptées depuis 2019. |
| Varsity Scouts    | 14–18 ans | Équipe   | garçons           |                               |
| Venturers         | 14–21 ans | Équipage | Mixte             |                               |
| Learning for Life | 14–21 ans |          | filles et garçons | offre scolaire                |

## Idéaux
La BSA est la plus grande organisation de jeunesse des États-Unis et plus de cent millions d’américains ont un jour fait partie de l’organisme.[réf. souhaitée] Les objectifs de la BSA (aussi appelés les buts du scoutisme) sont les suivants : développement du caractère, des relations sociales et de la forme physique.
Chaque branche de l’organisation met en pratique ces buts à travers des méthodes appropriées aux différentes tranches d’âge. Un des points de ces méthodes est l’établissement d’idéaux et d’objectifs que le jeune se fixe lui-même, ce qui lui permet de s’estimer et de s’améliorer. Ces idéaux sont notamment reflétés dans le serment, la loi, la devise et le slogan scout.
La devise scoute (Scout Motto)
Be Prepared. (« Toujours prêt », ou littéralement « sois prêt »)
Le slogan scout
Do a Good Turn Daily. (fais une BA [bonne action] à chaque jour)
La promesse scoute (the Scout Oath)
On my honor I will do my best to do my duty to God and my country and to obey the Scout Law; to help other people at all times; to keep myself physically strong, mentally awake, and morally straight. [Sur mon honneur, je tâcherai de faire mon devoir envers Dieu et mon pays, d’obéir à la loi scoute, d’aider les autres en tout temps, de me maintenir en bonne forme physique, de garder un esprit alerte et de toujours agir avec droiture.]
La loi scoute (the Scout Law)
A Scout is trustworthy, loyal, helpful, friendly, courteous, kind, obedient, cheerful, thrifty, brave, clean and reverent. [Un scout est digne de confiance, fidèle, utile, amical, courtois, aimable, obéissant, gai, économe, brave, propre et respectueux.]
The Outdoor Code (le code de la vie en plein air)
As an American, I will do my best to be clean in my outdoor manners, be careful with fire, be considerate in the outdoors, and be conservation-minded. [En tant qu’Américain, je ferai de mon mieux afin de garder la nature propre, d’être prudent avec le feu, d’être respectueux de l’environnement et de me soucier de sa préservation.]
The Scout Sign (le signe scout)
Le bras est tenu horizontalement contre l'extérieur sur la droite, et l'avant bras est tenu verticalement. La paume de la main est ouverte sur l'avant, l'index, le majeur et l'annulaire tendus, le bout de l'auriculaire et le pouce joints.
The Scout Salute (le salut scout)
La main est dans la même position que pour le signe scout, avec le bout de l'index touchant le front ou le bord du chapeau. C'est une variation du salut scout utilisé sur toute la planète.
La poignée de main scoute (the Scout Handshake)
C’est la traditionnelle poignée de main faite avec la main gauche au lieu de la main droite. Plusieurs raisons ont été invoquées pour ce changement :
- la main gauche est plus près du cœur ;
- un soldat doit garder sa main droite libre pour saisir son arme ;
- dans les guerres médiévales, le guerrier portait un bouclier dans sa main gauche ; pour empoigner la main d'une autre personne, il devait laisser tomber sa protection, indiquant ainsi sa bonne foi.

Le serment et la loi scout de la BSA n’ont pas changé depuis leur rédaction en 1911.[réf. souhaitée]